# Schnifis
Schnifis est une commune autrichienne du district de Feldkirch dans le Vorarlberg.